# Al Araba Company
Al Araba Company (árabe,العربة) (también llamada: Al Araba group) es una compañía árabe fabricante y armadora de vehículos, fundada en 1980 y originalmente especializada en la contratación en general, la personalización del automóvil y el comercio de vehículos. Trabajan en todo tipo de automóviles, tales como blindados, personalizados para uso especial, vehículos para discapacitados, eléctricos, autobuses y caravanas.
En 2003 lanzaron el primer automóvil hecho en Arabia Saudita: el "Al Araba 1" y se convirtieron fabricantes de automóviles.

## Al Araba 1
Al Araba 1 (en árabe العربة) es un automóvil de lujo creado en conjunto entre esta empresa su par de India de vehículos modificados y personalizados, DC Design. El proyecto fue completado en 2003 y fue mostrado en el Salón del Automóvil de Ginebra. Fue construido por E. Fouzi Ayoub Sabri y Dilip Chhabria, que basaron su proyecto en el Mitsubishi Lancer. Sólo se produjeron 12 por año para mantener su factor de rareza, y el precio es de 270.000 dólares.